# Jaborosa cabrerae
Jaborosa cabrerae là loài thực vật có hoa trong họ Cà. Loài này được Barboza mô tả khoa học đầu tiên năm 1986.